# De Hoop (Appel)
De Hoop est un moulin à vent construit en 1888 dans le hameau néerlandais de Appel (municipalité de Nijkerk, province de Gelderland). Le moulin a remplacé un autre édifice incendié datant de 1863. De Hoop est un moulin à farine à huit côté du type Stellingmolen avec une sous-structure en pierre et une superstructure de toit en bois couverte en chaume. La structure octogonale en bois provient d'un moulin à huile de Zwolse, qui à son tour provient probablement de la région de Zaan. Il y a 2 paires de meules. 

## Galerie

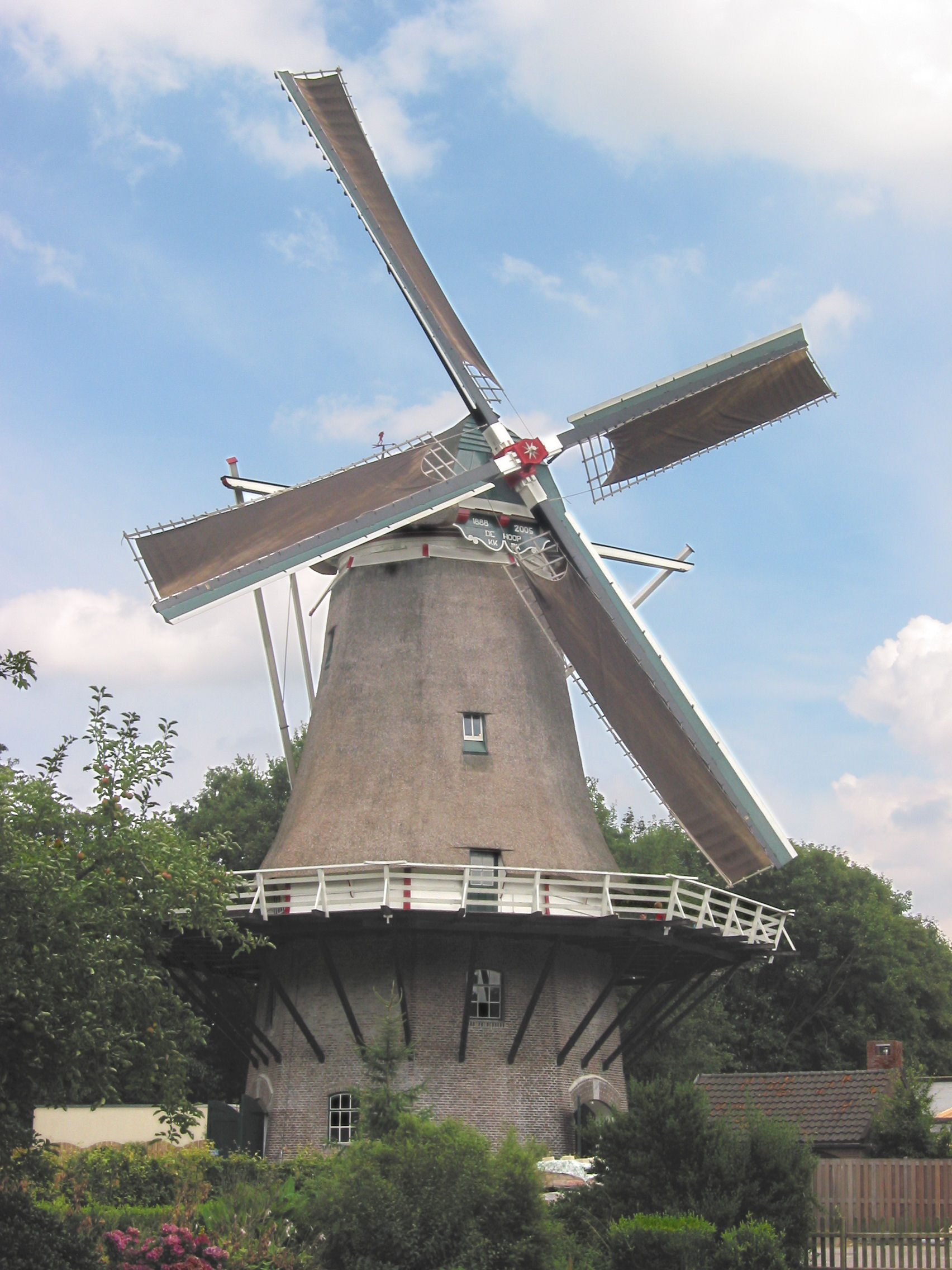
Détail
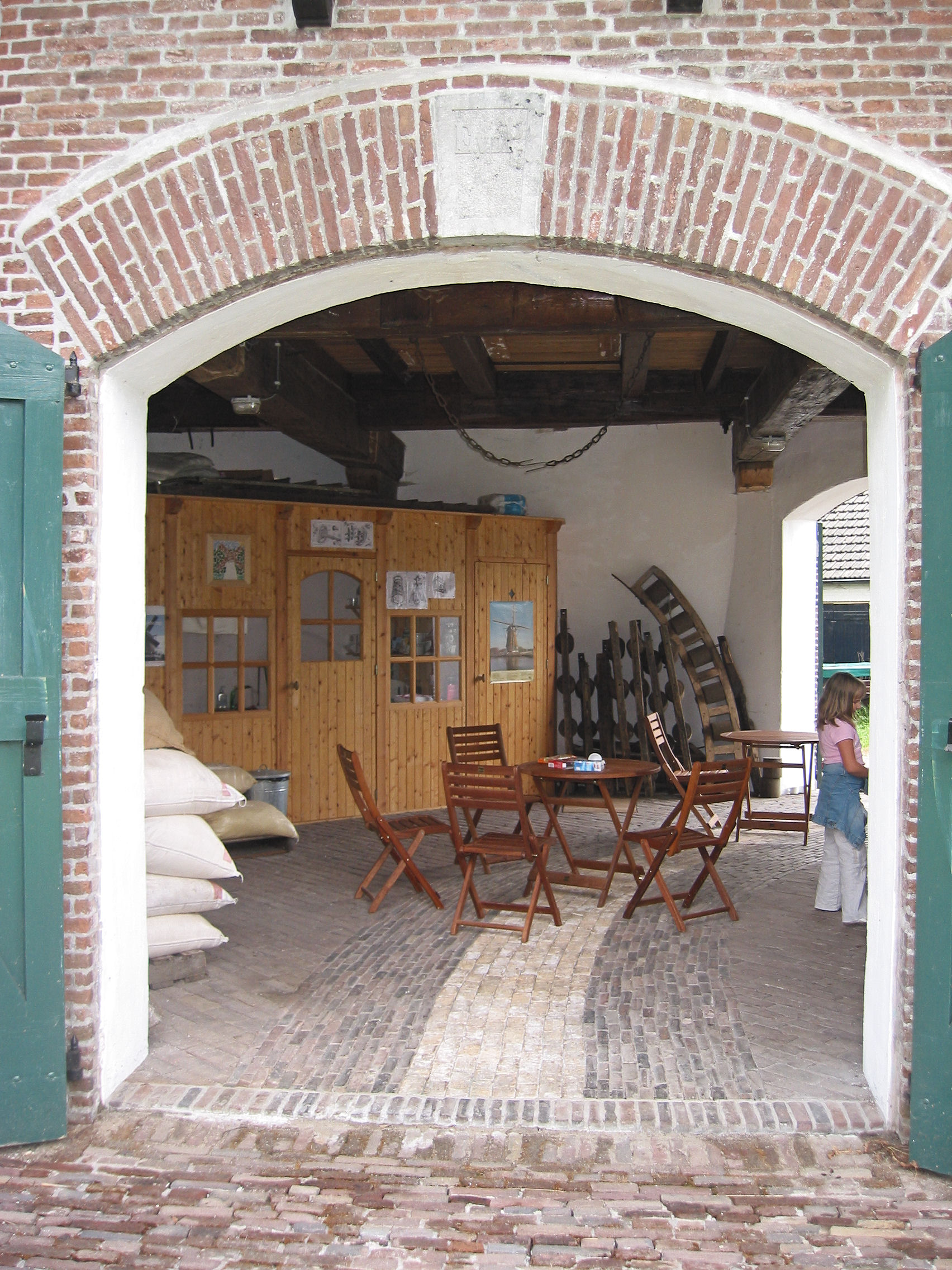
Détail
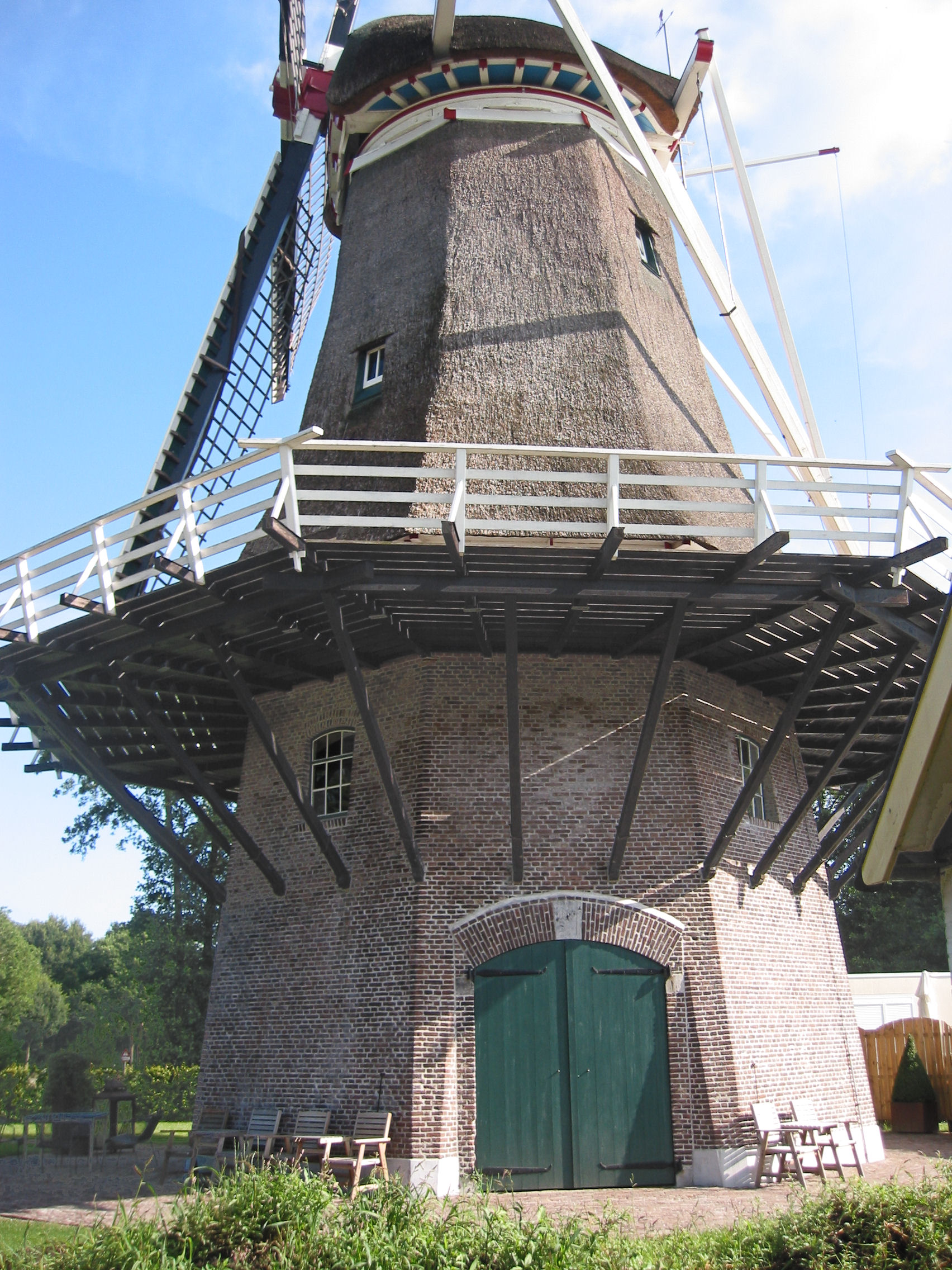
Détail
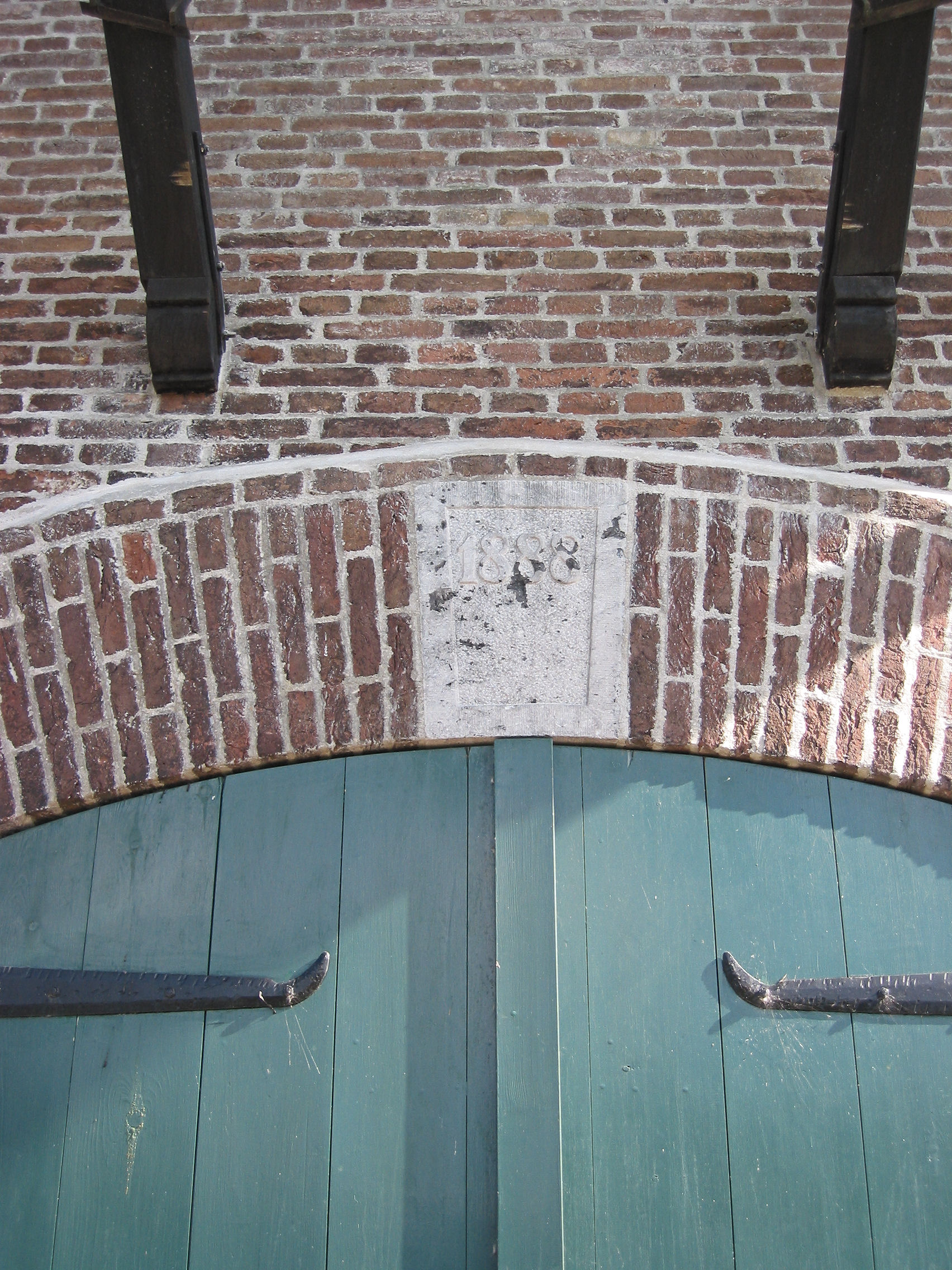
Détail
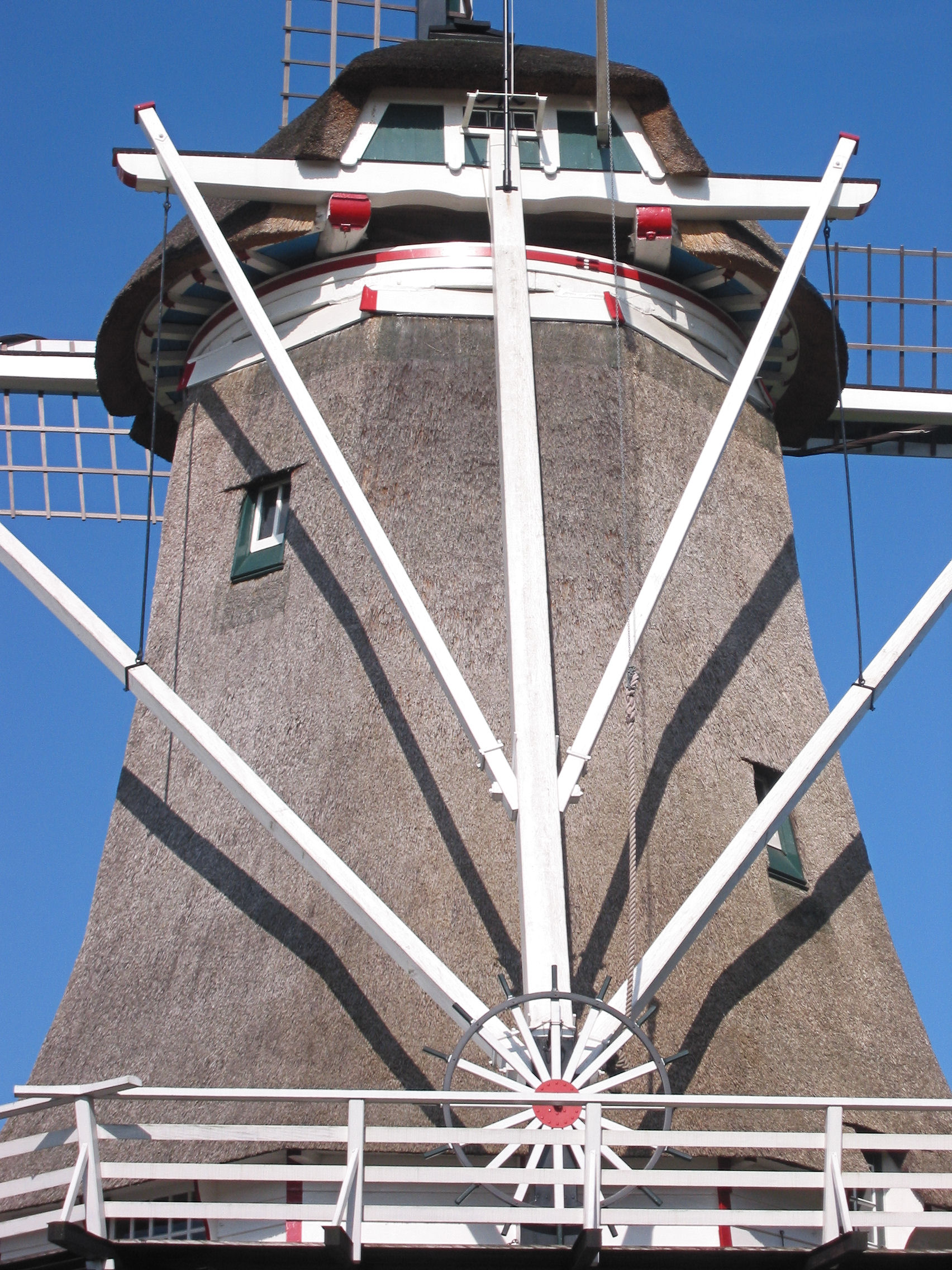
Détail
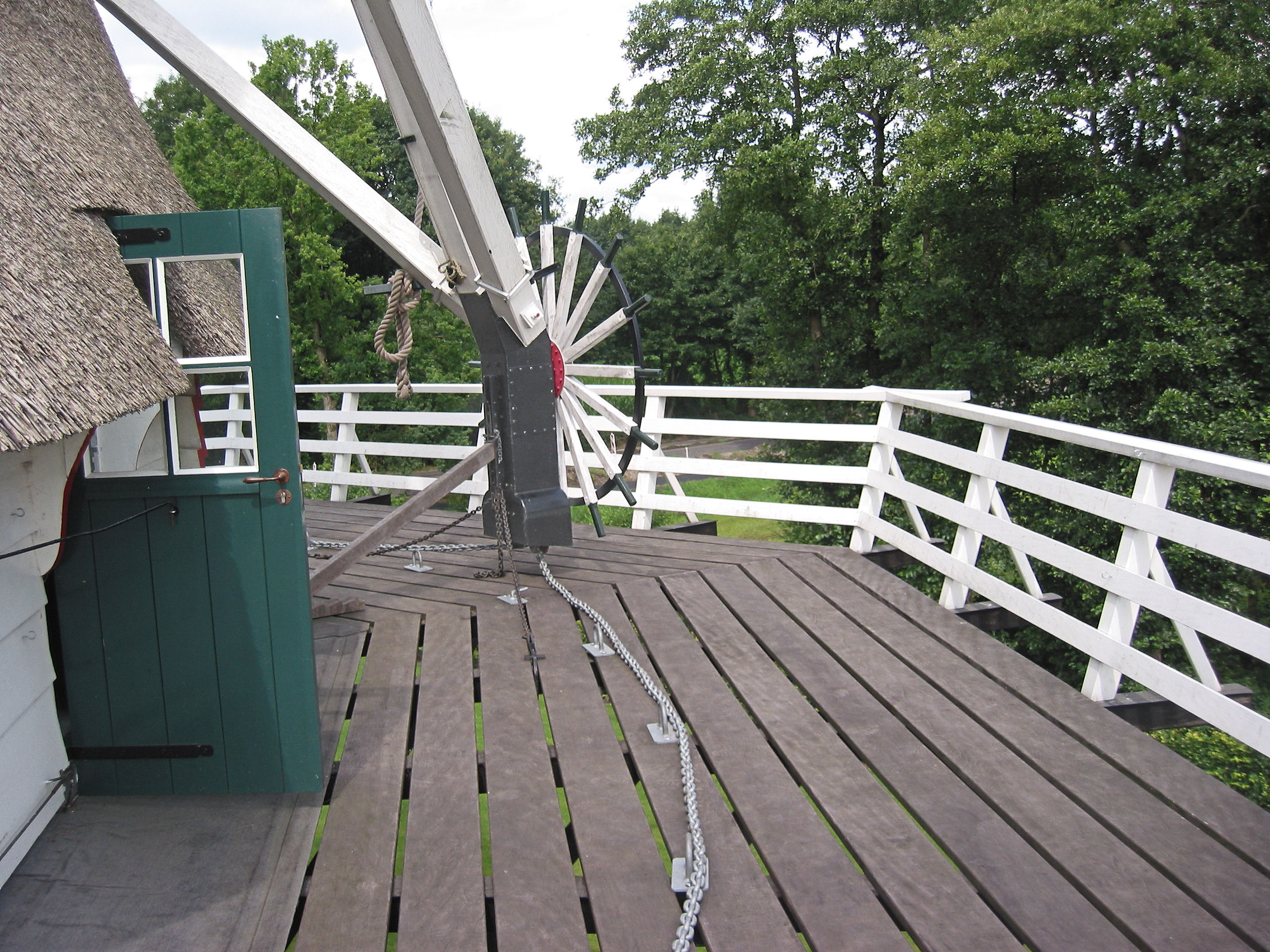
Détail
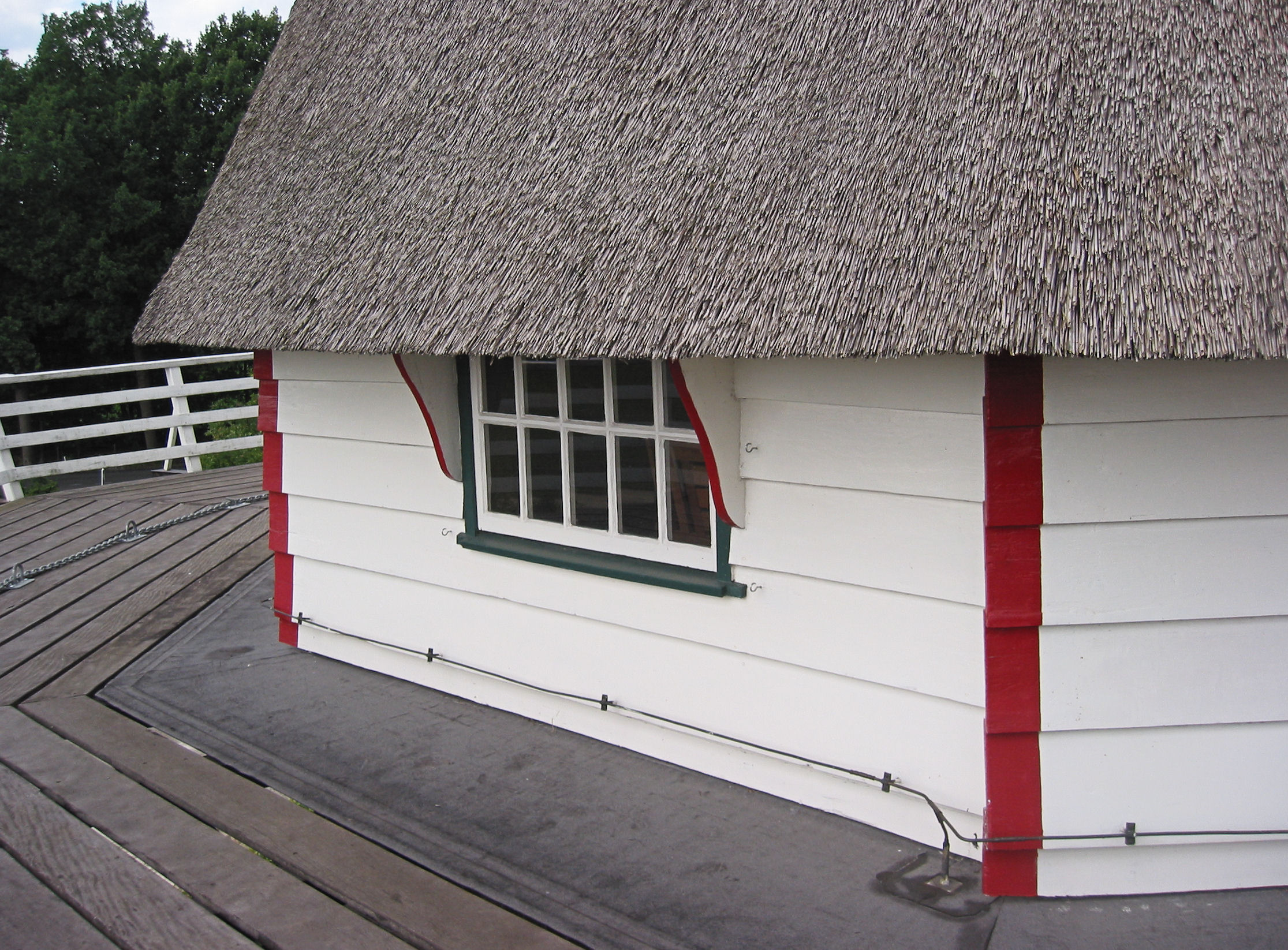
Détail
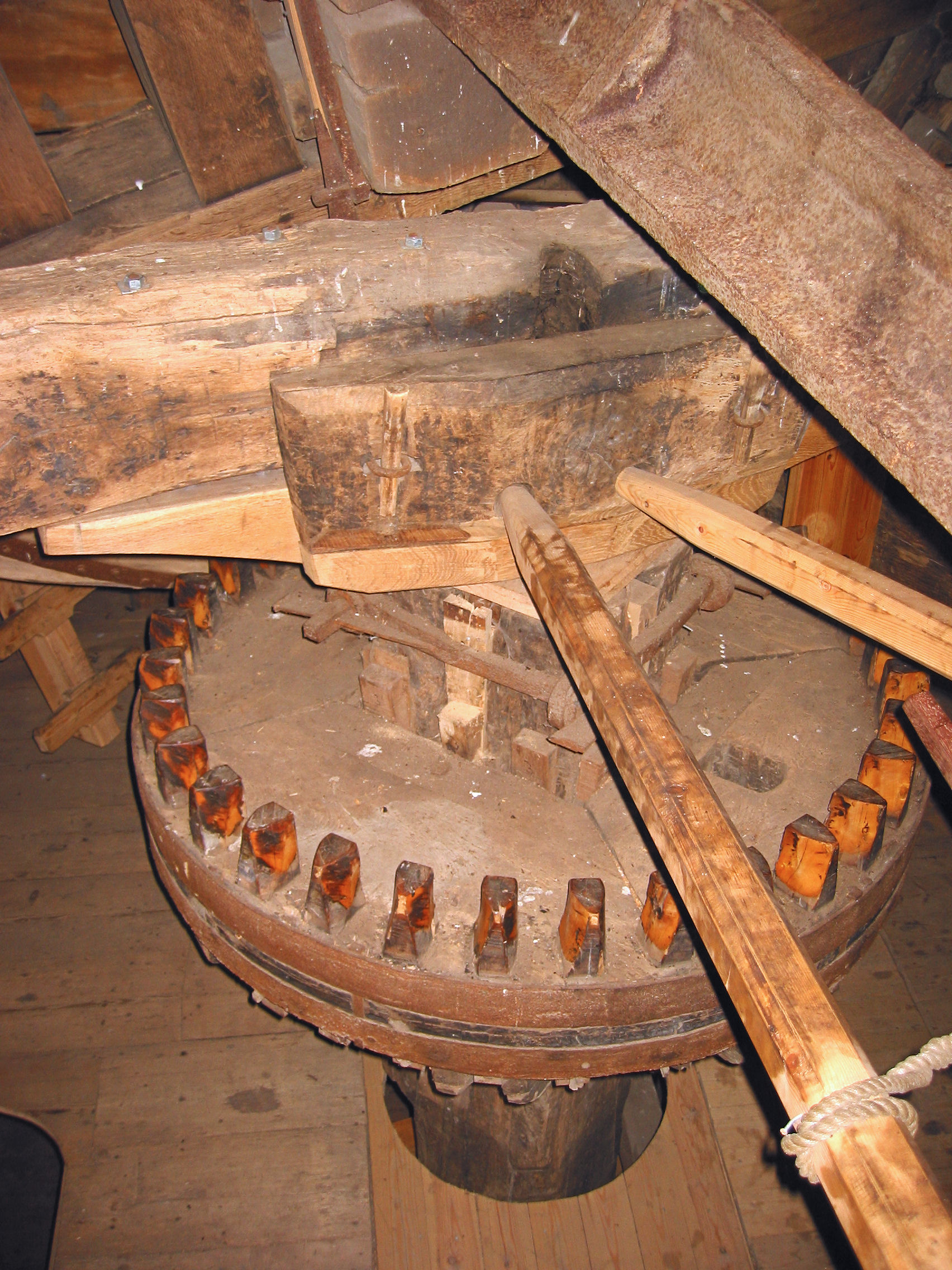
Détail
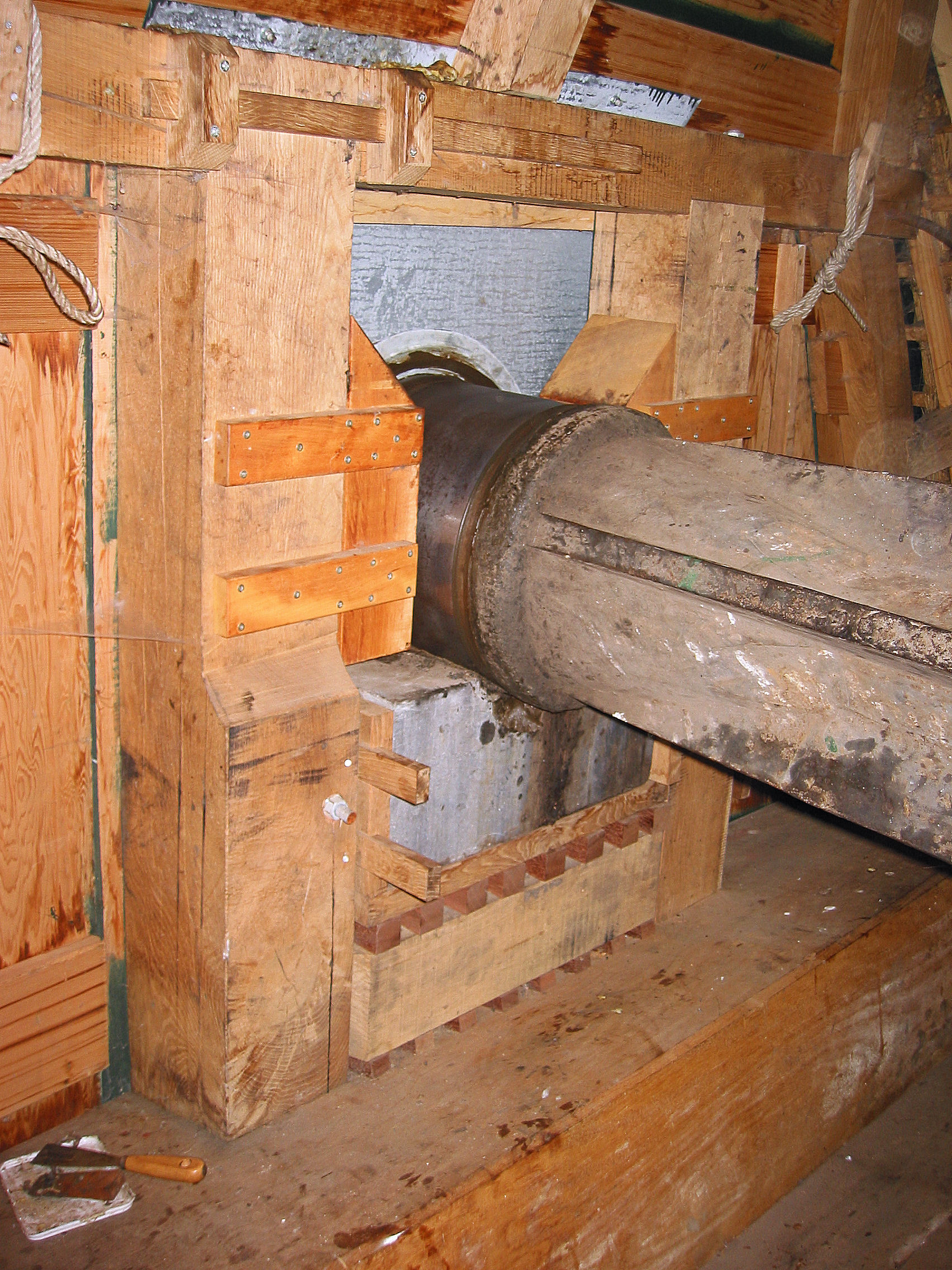
Détail
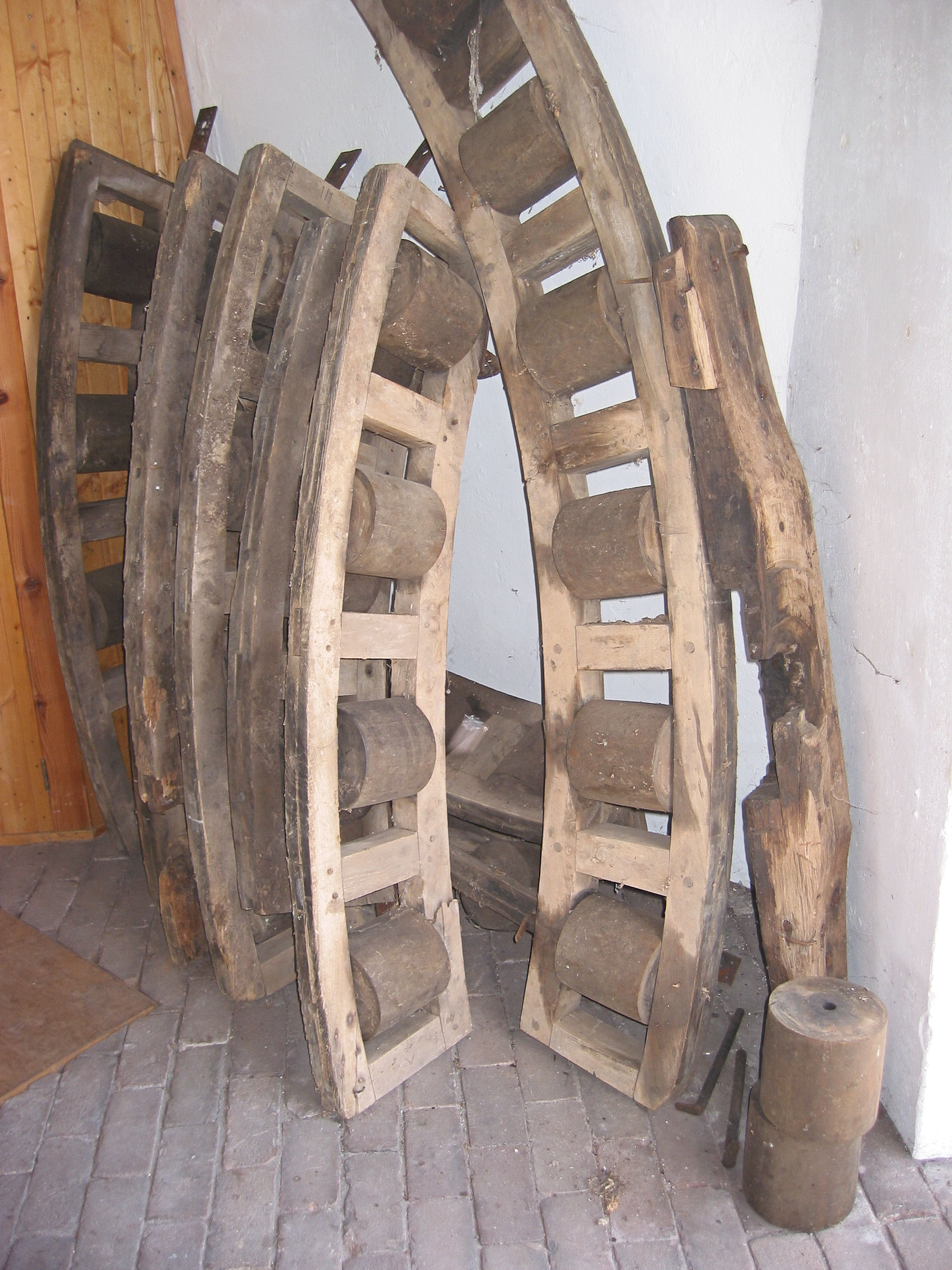
Détail
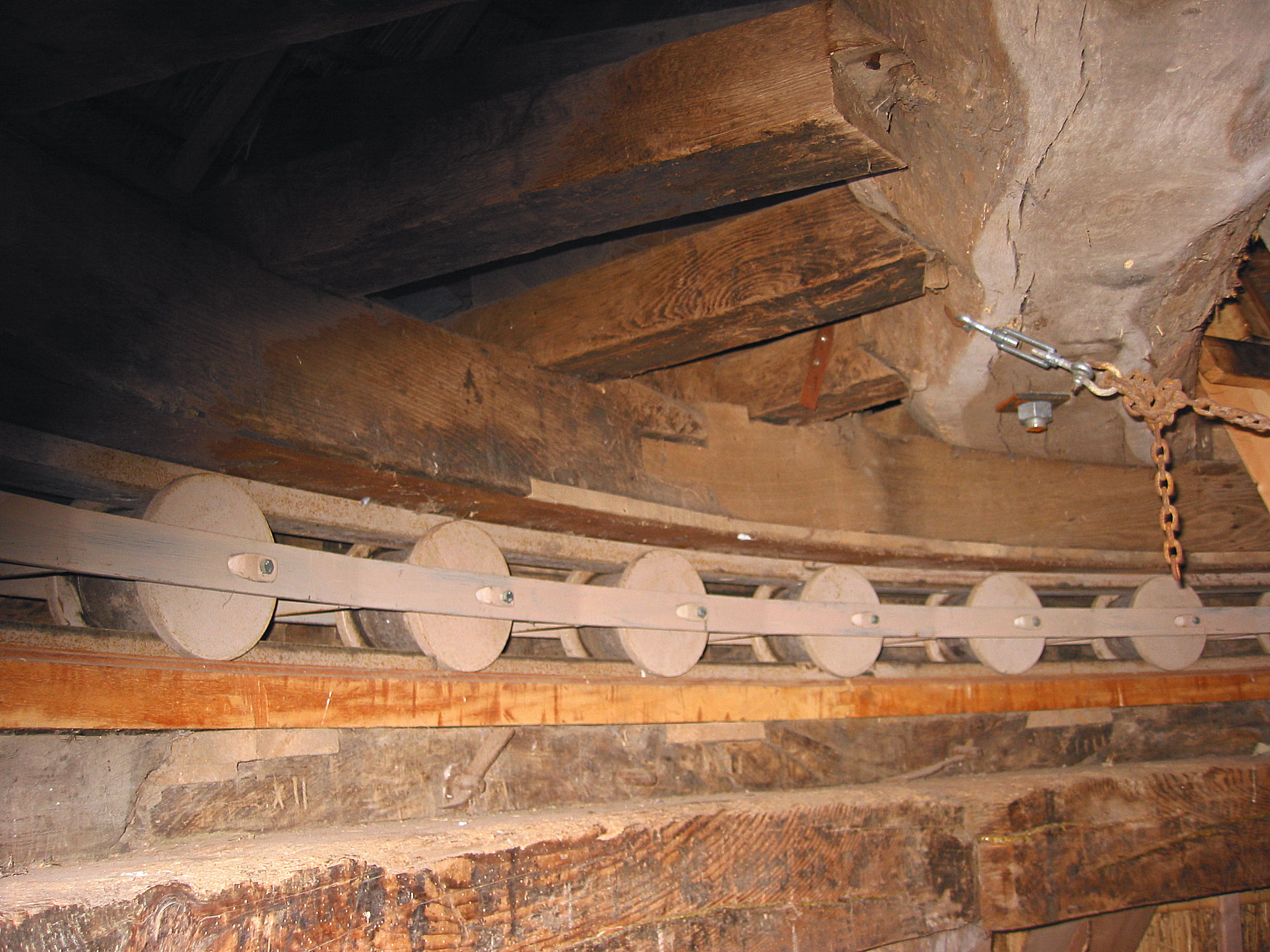
Détail
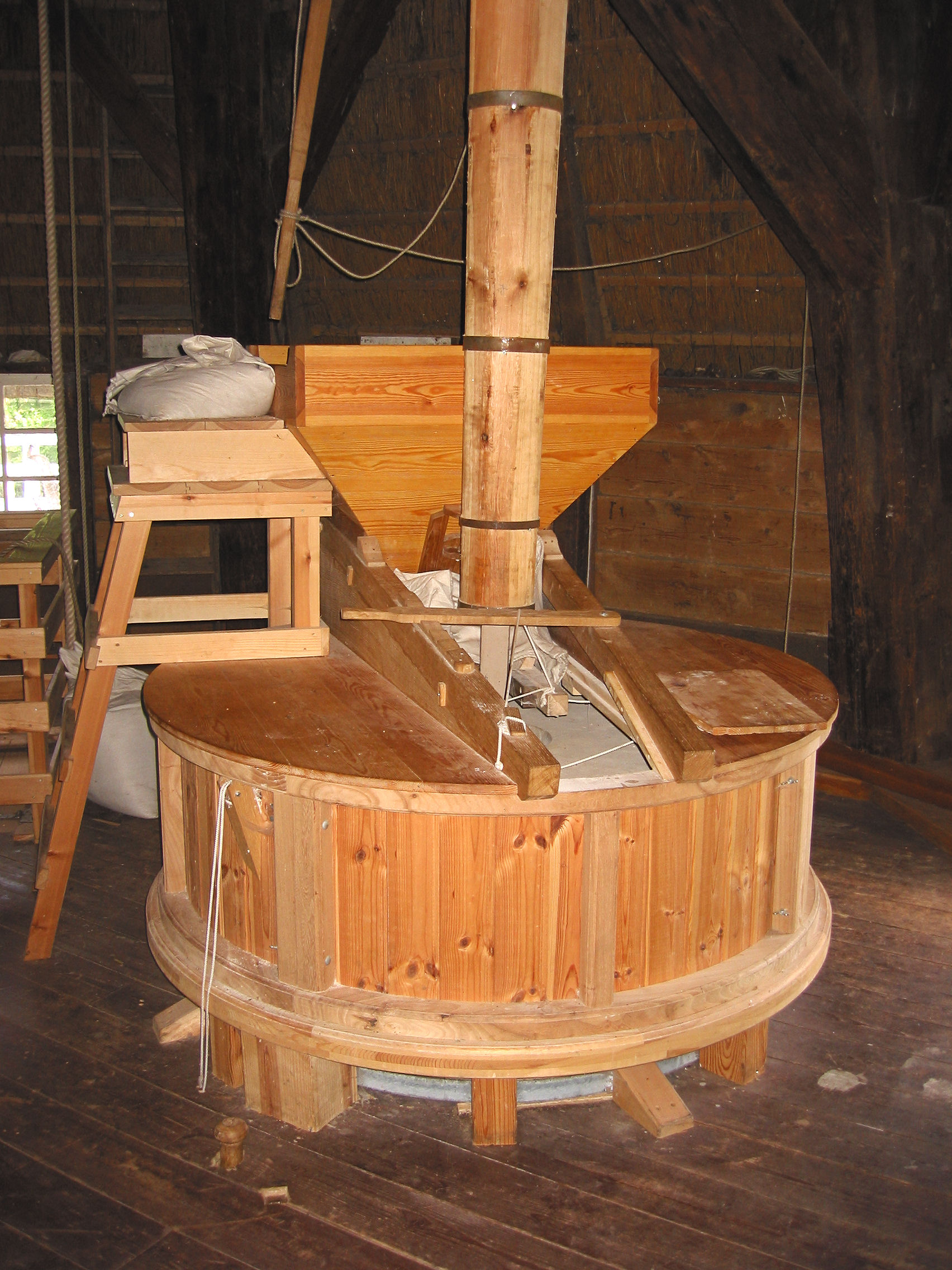
Détail
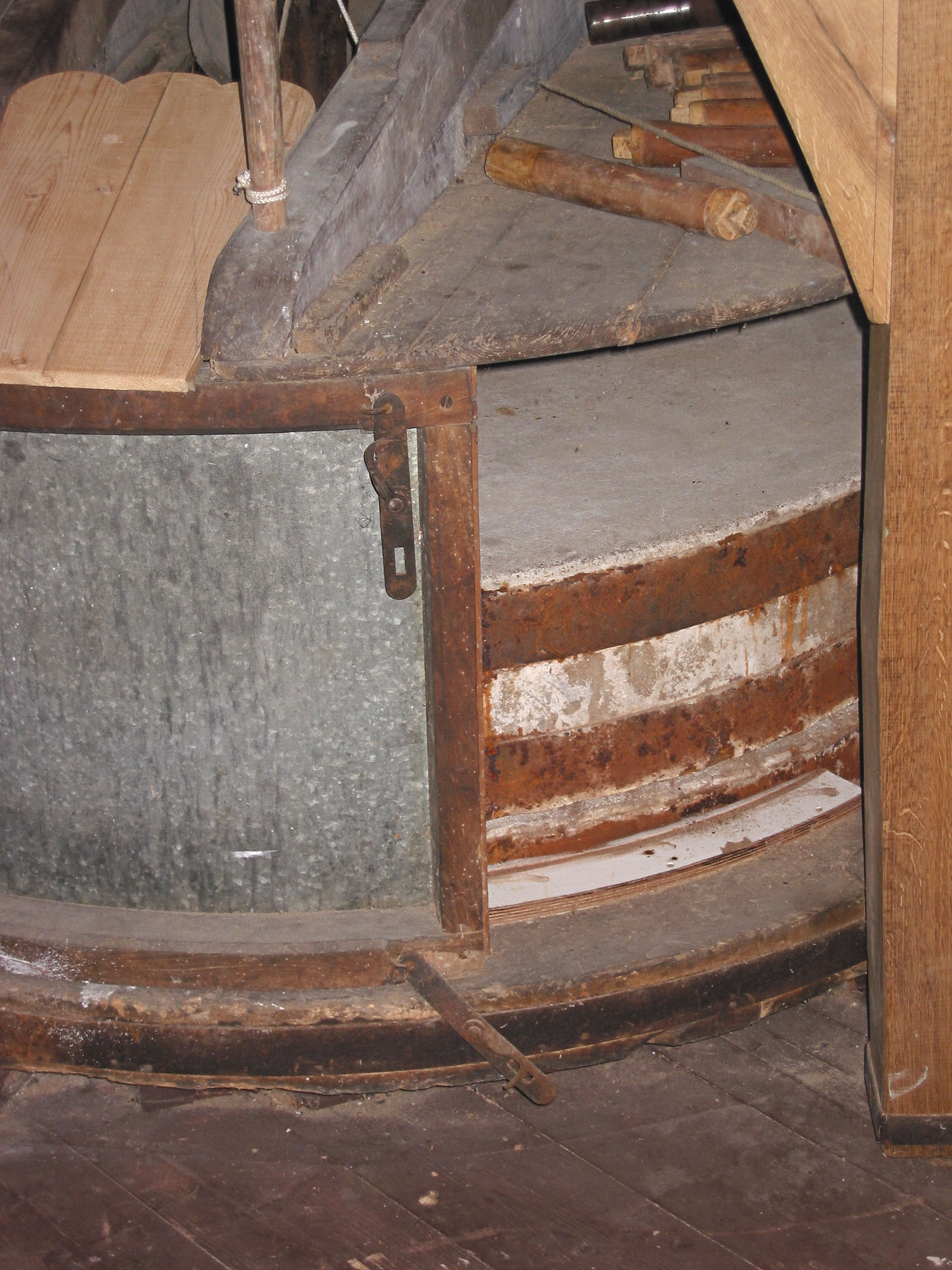
Détail
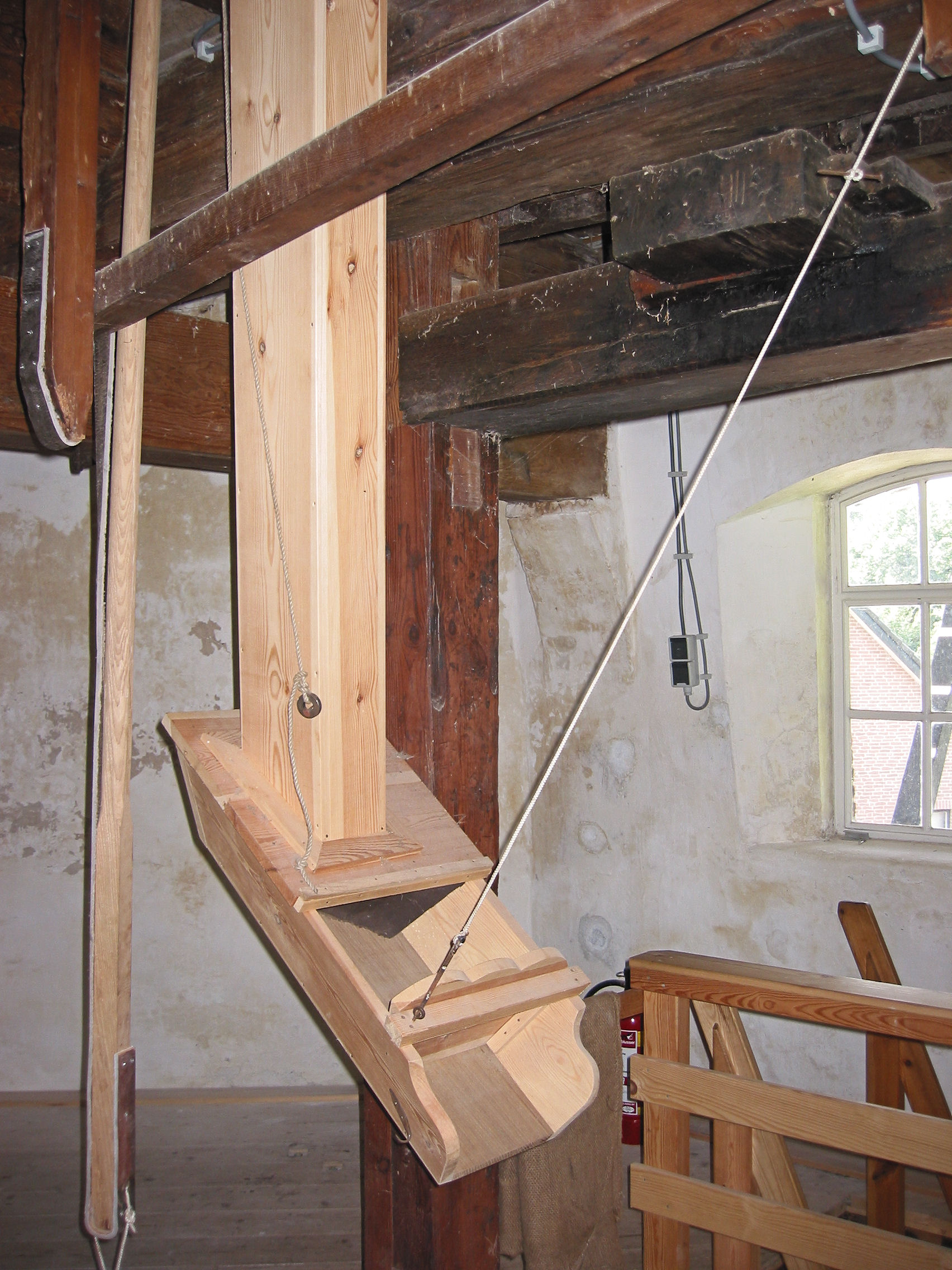
Détail
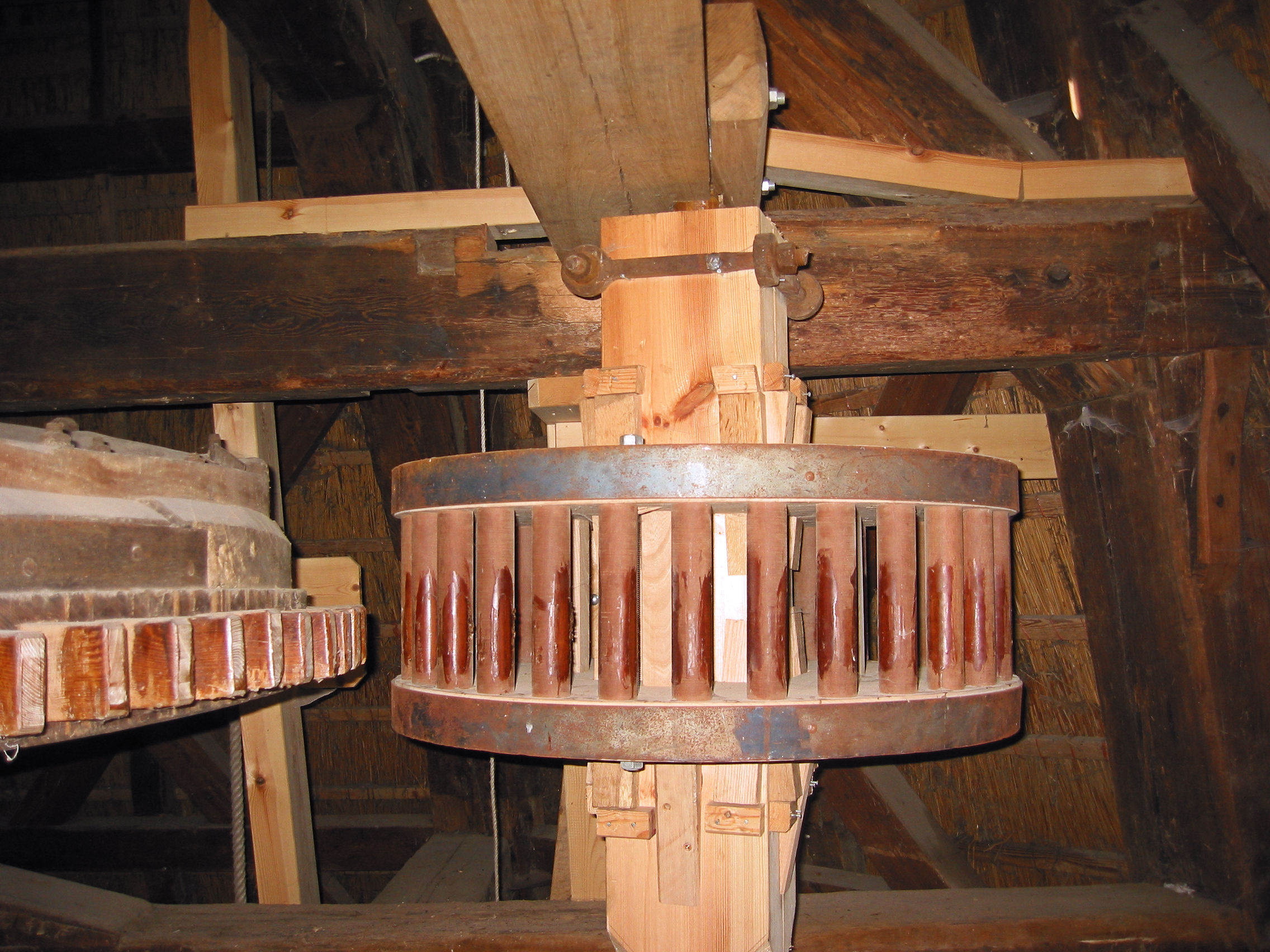
Détail
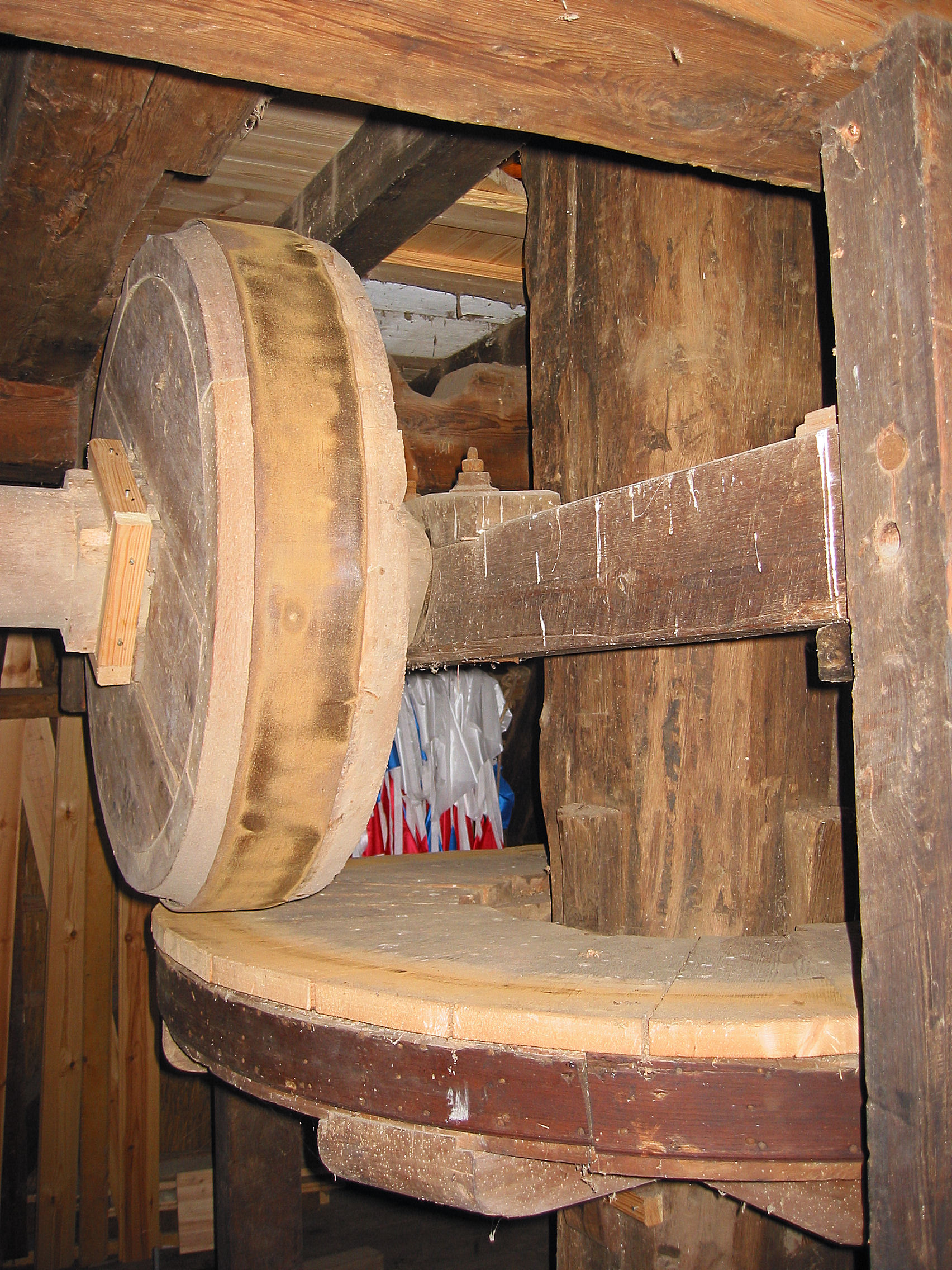
Détail
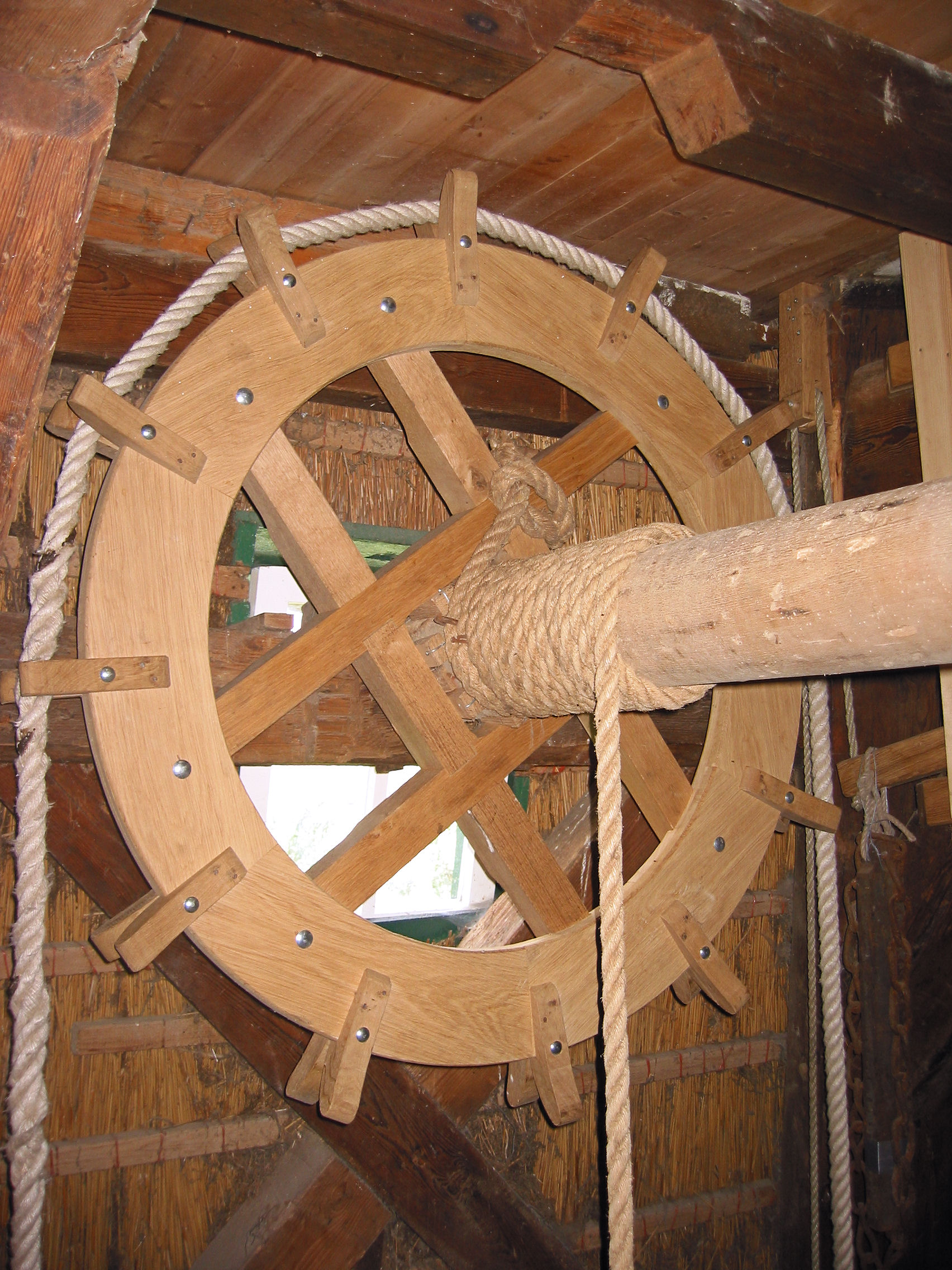
Détail
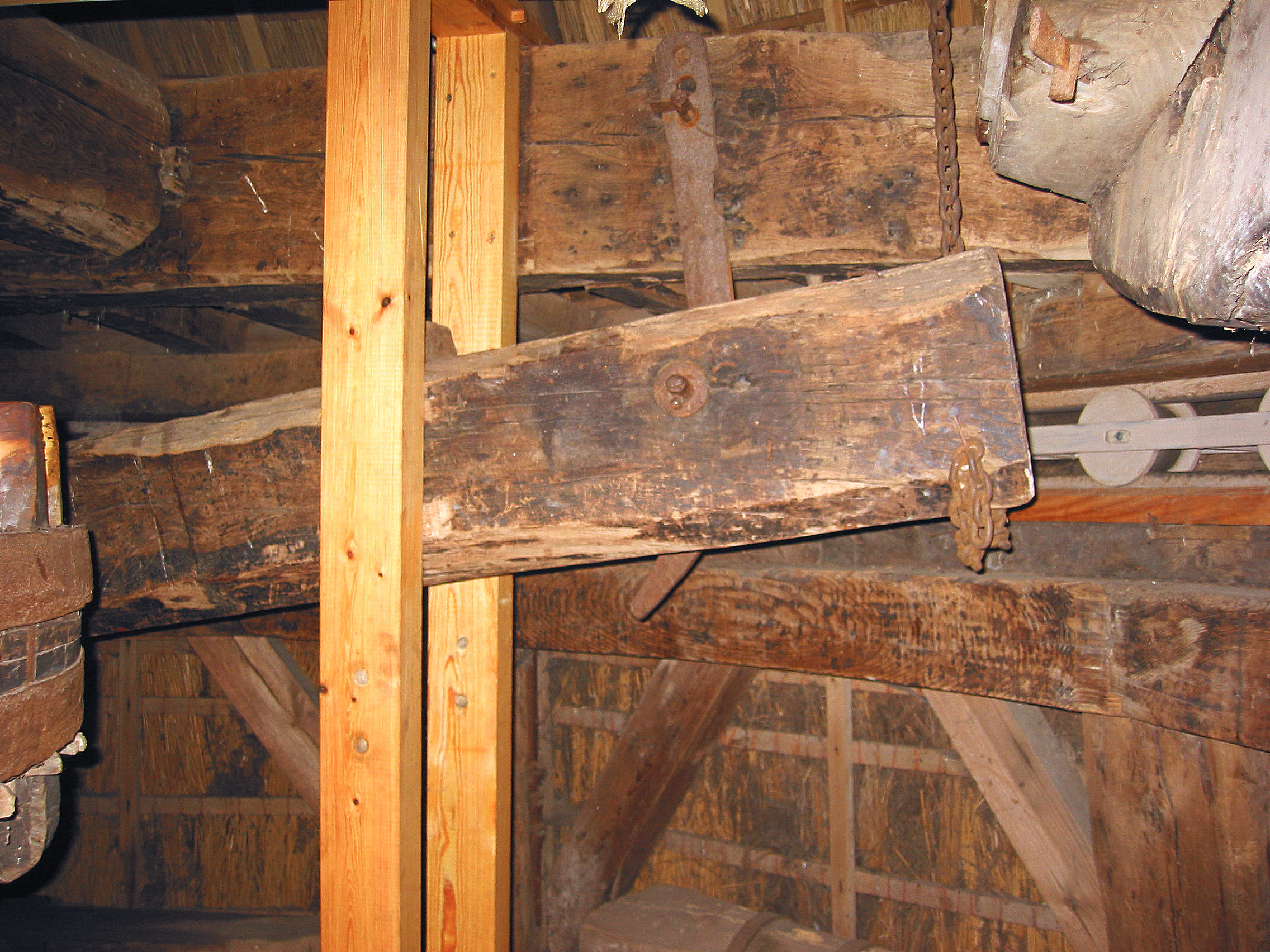
Détail